# Austrian Football League

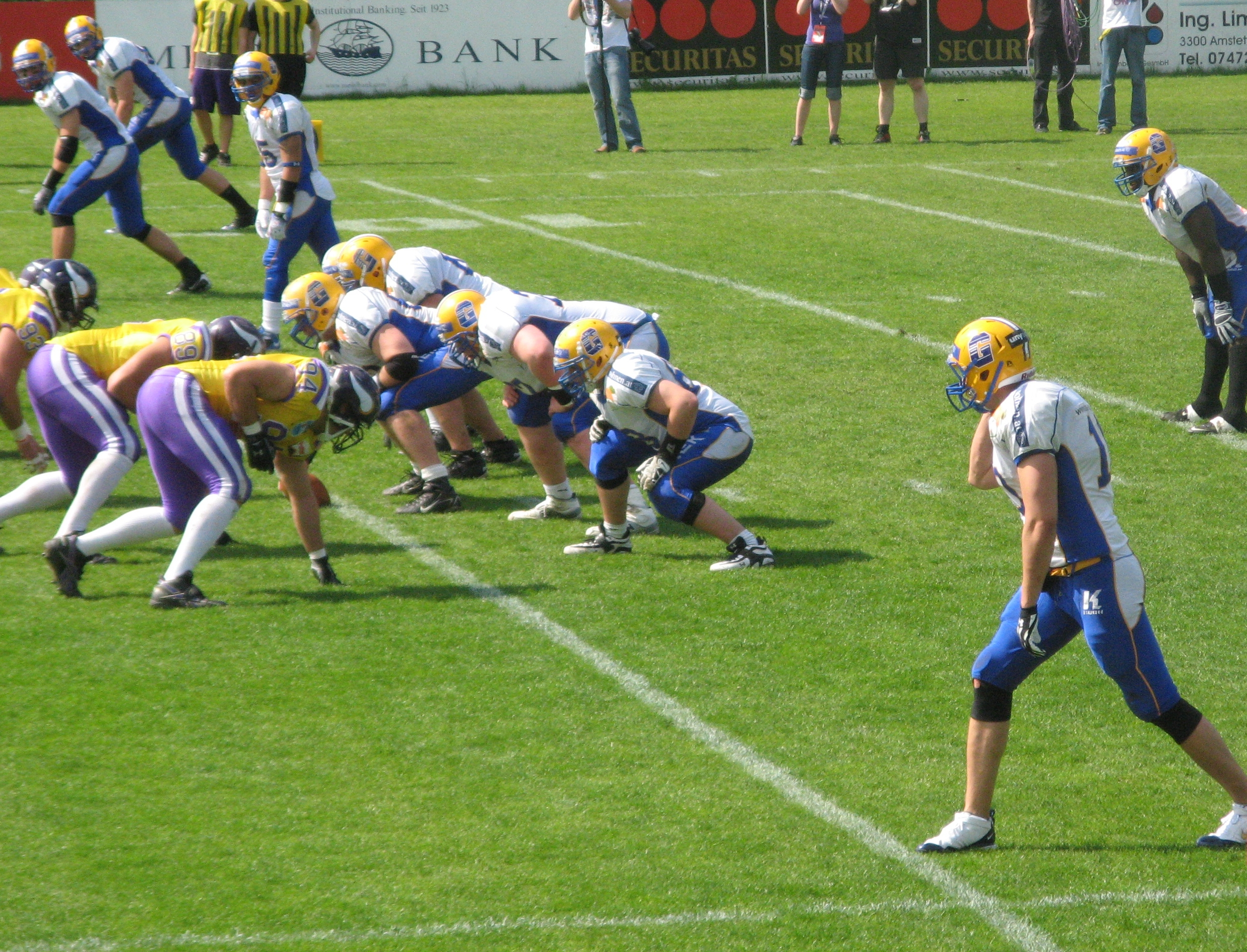
Zápas AFL Vienna Vikings proti Graz Giants

Austrian Football League (zkráceně AFL) je elitní liga amerického fotbalu v Rakousku, která byla založena v 1984 a hraje podle pravidel americké NCAA.

## Historie
AFL je dlouhodobě považována za jednu z nejlepších lig amerického fotbalu v Evropě. V roce 2010 se do ligy přihlásilo 8 týmů. 7 bylo z Rakouska a jeden z Česka. Jediný český zástupce v AFL byl tým Prague Black Panthers. V roce 2012 bylo v lize pouze 6 týmů v včetně českých Black Panthers a zbytek z Rakouska. V každé sezóně odehraje každý tým 10 zápasů, poté následují zápasy playoff, které pokračují až do července. Závěrečný zápas této ligy Austrian Bowl se poprvé odehrál v roce 1984 ve městě Salcburk.

## Sezóna 2025
Týmy
Sezóny 2025 se zúčastní 10 týmů, z toho jeden z ČR.
Vienna Vikings
Graz Giants
Raiders Tirol
Vienna Dragons
Prague Black Panthers (ČR)
Salzburg Ducks